# Veselin Đuho
Veselin Đuho (né le 5 janvier 1960 à Foča) est un joueur de water-polo yougoslave, double champion olympique en 1984 et 1988.
- CIO
- Comité olympique croate
- Olympedia
- World Aquatics